# Mustla (Saaremaa)
Koordinaten: 58° 26′ N, 23° 2′ O
Mustla ist ein Dorf (estnisch küla) auf der größten estnischen Insel Saaremaa. Es gehört zur Landgemeinde Saaremaa (bis 2017: Landgemeinde Laimjala) im Kreis Saare. Mustla ist nicht zu verwechseln mit Saue-Mustla, das ebenfalls auf der Insel Saaremaa liegt und bis 2017 Mustla hieß.
Das Dorf hat 13 Einwohner (Stand 31. Dezember 2011). Es liegt 38 Kilometer nordöstlich der Inselhauptstadt Kuressaare.